# Makiivka, Bila Țerkva
Makiivka (în ucraineană Макіївка) este o comună în raionul Bila Țerkva, regiunea Kiev, Ucraina, formată numai din satul de reședință.

## Demografie
Componența lingvistică a comunei Makiivka
     Ucraineană (99,2%)
     Alte limbi (0,8%)
Conform recensământului din 2001, majoritatea populației comunei Makiivka era vorbitoare de ucraineană (99,2%), existând în minoritate și vorbitori de alte limbi.